# Chalvington with Ripe
Chalvington with Ripe är en civil parish i Storbritannien.   Den ligger i grevskapet East Sussex och riksdelen England, i den södra delen av landet, 70 km söder om huvudstaden London. Antalet invånare är 953. Arean är 11,1 kvadratkilometer.
Terrängen i Chalvington with Ripe är mycket platt.